# Cyklolekt
Cyklolekt — społeczna odmiana języka wytworzona głównie przez rowerzystów czy też osoby zajmujące się sportami rowerowymi, jeden z socjolektów sportowych, w znaczącym stopniu nasycony  słowami obcego pochodzenia. Najwięcej spośród nich pochodzi z języka angielskiego, co w dużej mierze związane jest z historią sportów rowerowych. Składają się na niego zarówno slang rowerowy, jak i potocyzmy oraz terminy profesjonalne dotyczące realiów jazdy na rowerze, jak i samego roweru. Język ten jest używany zarówno przez kolarzy reprezentujących rozmaite dyscypliny (np. kolarstwo szosowe, torowe, przełajowe, górskie, zjazdowe, bmx, trial, enduro, street itd.), jak również przez szeroko pojęte środowisko wokółrowerowe (np. mechaników, trenerów, działaczy kolarskich, sprzedawców w sklepach rowerowych, dziennikarzy, sprawozdawców radiowych i telewizyjnych zajmujących się tym sportem itd.). 